# پشوتن
پشوتن (به اوستایی: Pəšōtanū، تلفظ به فارسی میانه: Peshyotan یا Peshotan) پسر بزرگ گشتاسب و برادر اسفندیار بود. در روایتی آئینی در مورد پشوتن گفته شده است که وی با خوردن شیر و نان درون از دست زرتشت، جاودان می‌شود.
پشوتن در روایات آئینی از جاودانانی است که بر گنگ دژ فرمان می‌راند و در آخرین دههٔ هزارهٔ آخر، همراه با یکصد و پنجاه هزار تن از یارانش و با ده هزار درفش، به فرماندهی خورشیدچهر که فرزند زرتشت است، به یاری سوشیانت برمی‌خیزد.

## ریشه نام
این نام از دو بخش پشو به معنای بسزا رسانیدن و تنو به معنای تن است. که در ترکیب معنای تن محکوم به سزا یا دارای تن تباه شده است.

## پشوتن در اوستا
نام پشوتن تنها یکبار در بند ۴ ویشتاسب یشت آمده است.
باشد که از بیماری و گزند و در امان باشی چون پشوتن

## در متن‌های دیگر
همچنین پشوتن یکی از شخصیت‌هایی است که در متن‌های مربوط به آئین زرتشت که در قرن‌های نهم تا دوازدهم نوشته شده‌اند [از جمله در شاهنامه فردوسی]، مورد اشاره قرار گرفته است. وی یکی از جاودانان زرتشتی است و دستیار سوشیانث، به‌شمار می‌آید که در آینده ظهور خواهد کرد و نیکی را به ارمغان می‌آورد و به بازسازی نهایی جهان خواهد پرداخت.
در شجره نامه موجود از سلسله افسانه‌ای کیانیان، پشوتن پسر گشتاسب شاه (گشتاسپ یا ویشتاسب)، حامی زرتشت، می‌باشد و برادر او اسپندادات یا اسپنتوداتا یا همان اسفندیار می‌باشد.
منبع اصلی دانسته‌های ما دربارهٔ وقایع فاجعه‌آمیز آخرالزمان به روایت کیش زرتشت، زندِ بهمن یَسن است. زند به معنای تفسیر است و زندِ بهمن یسن تفسیر بخش گم‌شده‌ای از اوستا یعنی «بهمن یسن» یا «بهمن یشت» است که احتمالاً در هفتمین فَرگَردِ (فصلِ) سوتْکَر نسک اوستای ساسانی جای داشته است.
به روایت دینکرد، پشوتن یکی از هفت حاکم جاودانه ایست که در کُهَندِژ یا قُهَندِز، به همراه ۱۵۰ نفر از پیروان خویش زندگی می‌کند. آن‌طور که در وهمن یسن شرح داده شده است، وی در پایان هزارهٔ یازدهم به عنوان محافظت‌کننده از مذهب برمی‌خیزد و به احیای ایمان می‌پردازد و این زمانی ست که دوران هزارسالهٔ حکومت دیوها طی شده است.
هنگامی‌که زمان ظهور فرا رسید، پشوتن از قلعهٔ خویش پایین خواهد آمد و به جنگ با ارتش دیوها و شیاطین خواهد پرداخت تا ایران و مذهب آن را نجات دهد. وی در مبارزه، میان مهر (به زبان اوستایی: میترا) با دیو خشم (به زبان اوستایی: آئشما Aeshma)، به نفع مهر مداخله می‌کند و نیروهای شر را به عالم نابودی می‌فرستد.
در اسناد و کتب اسلامی نیز پیشگویی‌های کاملاً مشابهی از ظهور وجود دارد که در محل خود قابل تأمل و بررسی می‌باشند. طبق احادیث و روایات بسیاری، شخصی در آخرالزمان از خراسان خروج خواهد کرد و افرادی از «تالقان» به او پیوسته و او را یاری خواهند کرد. از آنجا که تالقان در نزدیکی کهن‌دژ (کندوز) قرار دارد می‌توان به شباهت بسیار زیاد پیشگویی‌های اسلامی و اوستایی پی برد.

## پشوتن در شاهنامه
در شاهنامه، پشوتن برادر اسفندیار و پهلوانی بزرگ است که در هفت خوان اسفندیار همراه اوست و در نقش پهلوانی فرزانه و پیش‌گو نمایان می‌شود.
هفت‌خوان اسفندیار یک سفر جهانگشایی سپاه ایران به رهبری اسفندیار است، مسیری ناشناخته و جنگلی را همراه با مخاطرات در میانه راه ادامه می‌یابد تا به روئین‌دژ، محل زندگی مردم بت‌پرست و پادشاهی ارجاسپ برسند.
ارجاسپ شاه توران در گذشته به ایرانشهر پایتخت ایران یورش آورده بود و لهراسپ موبد پیر زرتشتی را در میدان شهر بدار آویخته بود، بدین سبب انگیزه اسفندیار و ایرانیان برای انتقام مضاعف بود ولی ظاهراً روئین‌دژ مقرّ ارجاسپ را بلد نبودند و باید کورمال کورمال از راه جنگل و دریا طی طریق می‌کردند.
در این حمله مردی اسیر بنام گرگسار از تبار تُرکِچِگِل راهنمای اسفندیار است. گرگسار در خوان اوّل خبر رؤیایی با یک جفت گرگ نر و ماده را می‌دهد سپس در خوان دوم دو شیر و خوان سوم خطر مقابله با اژدها نوید می‌دهد. گرگسار همیشه امیدوار بود تا اسفندیار توسط یکی از این‌ها به هلاکت برسد. خوان چهارم تقابل اسفندیار با زن جادوگر و خوان پنجم کشتن سیمرغ غول پیکر و خوان ششم گذر از تنگه‌ای سخت و پر برف بود. در خوان هفتم، خوان آخر گذر از رودی بزرگ سپس از ساحل آنجا تا روئین‌دژ ده فرسنگ بود. در تمام خوان‌ها اسفندیار پیش از نبرد تن به تن، امور سپاه را به پشوتن و پسرش می‌سپرد و بعد از هر غلبه به نماز شکر می‌پرداخت.
در خوان اول پیش از آغاز رفتن برای نخستین بار از پشوتن نام برده شده و سپس اسفندیار به پشوتن می‌گوید:
| چو از راه نزدیک منزل رسید |  | ز لشکر یکی نامور برگزید  |
| پشوتن یکی مرد بیدار بود   |  | سپه را ز دشمن نگهدار بود |
| بدو گفت لشکر به آئین بدار |  | همی پیچم از گفتهٔ گرگسار  |
| منم پیشرو گر به من بد رسد |  | بدین کِهتران بد نباید سزد |

در خوان ششم که گذر از تنگه‌ای پر برف بود اسفندیار ناامید گشته از پشتوتن می‌خواهد که خود و سپاه بدرگاه خداوند نیایش کند تا گذر از این تنگه سهل و آسان گردد.
| سه روز و سه شب هم بدان سان به دشت |  | دم باد ز اندازه اندر گذشت    |
| هوا پود گشت ابر چون تار شد        |  | سپهبد از آن کار بیچار شد     |
| به آواز پیش پشوتن بگفت            |  | که این کار ما گشت با درد جفت |
| به مردی شدم در دم اژدها           |  | کنون زور کردن نیارد بها      |
| همه پیش یزدان نیایش کنید          |  | بخوانید و او را ستایش کنید   |